# Dent postérieure
 (novembre 2024).
Si vous disposez d'ouvrages ou d'articles de référence ou si vous connaissez des sites web de qualité traitant du thème abordé ici, merci de compléter l'article en donnant les références utiles à sa vérifiabilité et en les liant à la section « Notes et références ».

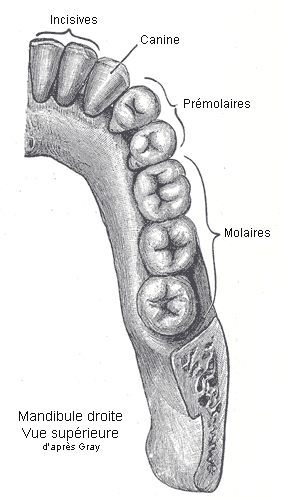
Denture humaine.

En anatomie, les dents postérieures sont les dents qui constituent la partie postérieure d'une denture. Elles comprennent des prémolaires et les molaires.

## Fonction
Fonctionnellement, les dents postérieures servent à broyer et à mâcher lors de la mastication.